# Bataille de Yabroud
- Territoire contrôlé par le régime syrien et ses alliés
- Territoire contrôlé par les rebelles

Guerre civile syrienne
Batailles
La bataille de Yabroud a lieu du 14 au 16 mars 2014 lors de la guerre civile syrienne. Elle s'achève par la victoire du Hezbollah et de l'armée syrienne qui prennent le contrôle du district de Yabroud et sa petite ville de Yabrud situées dans le gouvernorat de Rif Dimashq, à environ 80 km au nord de la capitale Damas et sur les pentes de la chaîne de l'Anti-Liban.

## Prélude
En mars 2014, les forces loyalistes syriennes et les miliciens du Hezbollah poursuivent leur offensive dans les montagnes de Qalamoun. Le 15 mars, après s'être assurée du contrôle des collines environnantes, elles font mouvement sur Yabroud, une ville de 50 000 habitants. Yabroud sert alors de base arrière aux rebelles, et leur permet de se ravitailler en armes ou en vivres depuis la ville frontalière libanaise d'Ersal. Selon le Hezbollah, c'est également à Yabroud que sont piégées les voitures utilisées pour les attentats djihadistes commis au Liban.
Selon des militaires syriens loyalistes, le Front al-Nosra dispose avant la bataille d'environ 1 000 combattants, tandis que les forces de l'Armée syrienne libre et d'Ahrar al-Cham, une brigade du Front islamique, comptaient sur 1 400 hommes.

## Déroulement
Cependant les combattants de l'Armée syrienne libre et d'Ahrar al-Cham estiment de pas être en mesure de résister et préfèrent battre en retraite peu avant l'offensive,. Seuls les hommes du Front al-Nosra décident de rester et de défendre la ville coûte que coûte. Avant la bataille les djihadistes promettent de « transformer Yabroud en cimetière pour les assaillants. »
Mais l'offensive loyaliste est fulgurante. Le 14 mars, les assaillants entrent dans la ville par l'est et après deux jours de combats, Yabroud est entièrement conquise le soir du 16 mars,. Les hommes du Hezbollah sont à la pointe de l'attaque, un de ses commandos serait également parvenu à surprendre et à tuer 13 chefs rebelles, désorganisant ainsi la résistance djihadiste.
Pourchassés par l'aviation syrienne, plus de 1 500 rebelles franchissent la frontière libanaise et trouvent refuge dans les montages d'Ersal où 30 000 civils syriens ayant fui les combats étaient déjà présents. D'autres rebelles se replient sur Talfita et Rankous
Pour venger la défaite de Yabroud, un kamikaze effectue dès le 16 mars un attentat-suicide dans le village chiite de Nabi Othman, au Liban, faisant 4 morts et 7 blessés. L'attentat est revendiqué par le Front al-Nosra et par Liwa Ahrar al-Sunna.

## Pertes
Selon l'Observatoire syrien des droits de l'homme (OSDH), les pertes du Hezbollah sont de 19 hommes. Selon ce même organisme, au moins cinq civils sont tués, dont deux enfants.
Le numéro 2 du Front al-Nosra, Abou Azzam al-Koweïti, est tué lors de la bataille.